# GR 8
GR 8 (czyli Gibson Reaves 8, znana też jako UGC 8091, DDO 155 lub Galaktyka Odcisk Stopy) – karłowata galaktyka nieregularna w gwiazdozbiorze Panny. Prawdopodobnie należy do Grupy Lokalnej.
Galaktyka po raz pierwszy została sfotografowana w wyniku przeglądu nieba w poszukiwaniu supernowych prowadzonego w latach 1946-1947 i 1951 pod przewodnictwem C. D. Shane'a w Obserwatorium Licka. Shane zauważył kilka obiektów mgławicowych o anormalnie niskich jasnościach powierzchniowych. Podejrzewał, że mogą to być galaktyki karłowate podobne do znanych już obiektów z Grupy Lokalnej. Gibson Reaves zbadał zdjęcia i odkrył kilka galaktyk należących do Gromady w Pannie. Utworzył też ich katalog, nazwany od jego nazwiska Gibson Reaves, w skrócie GR.
Kilka lat później inny astronom z Obserwatorium Licka przy użyciu 120-calowego teleskopu ku własnemu zdumieniu zaobserwował pojedyncze gwiazdy GR 8. Wynikało z tego, że galaktyka musi znajdować się stosunkowo blisko Ziemi, w odległości mniejszej nawet niż sąsiadująca z Grupą Lokalną grupa galaktyk M81. Było więc bardzo prawdopodobne, że GR 8 jest członkiem Grupy Lokalnej. Przez wiele lat bezskutecznie poszukiwano w niej cefeid.
Ostatecznie przynależność do Grupy Lokalnej została ustalona poprzez pomiar jej prędkości radialnej. Paul Hodge obliczył, że wynosi ona około +181 km/s. Oszacował też odległość galaktyki na 1,5 – 5 milionów lat świetlnych. Późniejsze badania zawęziły ten przedział do 3 – 5 mln. Pomimo tego w The Sky Catalog 2000.0 znajduje się przypuszczenie, że GR 8 jest członkiem Gromady w Pannie o osobliwie niskim przesunięciu ku czerwieni. Nowsze katalogi (jak np. Katalog Pobliskich Galaktyk Brenta Tully'ego) przyjmują jednak, że galaktyka należy do Grupy Lokalnej.
Ostatecznie w 1995 Eline Tolstoy odkryła w galaktyce pojedynczą cefeidę wraz z pięcioma czerwonymi, długookresowymi gwiazdami zmiennymi (najprawdopodobniej mirydami). Dzięki cefeidzie udało się wyznaczyć dokładniej odległość GR 8. Wyniosła ona około 7,3 mln lat świetlnych. Wartość ta zwiększyła się nieco po pomiarach satelity Hipparcos z 1997 (do 7,9 mln ly).
GR 8 umiejscawia się obecnie na granicy Grupy Lokalnej, a kwestia jej do niej przynależności pozostaje otwarta.